# Grand Prix Velké Británie 2022
Grand Prix Velké Británie 2022 (oficiálně Formula 1 Lenovo British Grand Prix 2022) se jela na okruhu Silverstone ve Velké Británii dne 3. července 2022. Závod byl desátým v pořadí v sezóně 2022 šampionátu Formule 1.

## Kvalifikace
| Poř.                       | No. | Jezdec           | Konstruktér           | Časy v kvalifikaci | Časy v kvalifikaci | Časy v kvalifikaci | Pořadí na startu |
| Poř.                       | No. | Jezdec           | Konstruktér           | Q1                 | Q2                 | Q3                 | Pořadí na startu |
| -------------------------- | --- | ---------------- | --------------------- | ------------------ | ------------------ | ------------------ | ---------------- |
| 1                          | 55  | Carlos Sainz Jr. | Ferrari               | 1:40.190           | 1:41.602           | 1:40.983           | 1                |
| 2                          | 1   | Max Verstappen   | Red Bull Racing-RBPT  | 1:39.129           | 1:40.655           | 1:41.055           | 2                |
| 3                          | 16  | Charles Leclerc  | Ferrari               | 1:39.846           | 1:41.247           | 1:41.298           | 3                |
| 4                          | 11  | Sergio Pérez     | Red Bull Racing-RBPT  | 1:40.521           | 1:42.513           | 1:41.616           | 4                |
| 5                          | 44  | Lewis Hamilton   | Mercedes              | 1:40.428           | 1:41.062           | 1:41.995           | 5                |
| 6                          | 4   | Lando Norris     | McLaren-Mercedes      | 1:41.515           | 1:41.821           | 1:42.084           | 6                |
| 7                          | 14  | Fernando Alonso  | Alpine-Renault        | 1:41.598           | 1:42.209           | 1:42.116           | 7                |
| 8                          | 63  | George Russell   | Mercedes              | 1:40.028           | 1:41.725           | 1:42.161           | 8                |
| 9                          | 24  | Čou Kuan-jü      | Alfa Romeo-Ferrari    | 1:40.791           | 1:42.640           | 1:42.719           | 9                |
| 10                         | 6   | Nicholas Latifi  | Williams-Mercedes     | 1:41.998           | 1:43.273           | 2:03.095           | 10               |
| 11                         | 10  | Pierre Gasly     | AlphaTauri-RBPT       | 1:41.680           | 1:43.702           |                    | 11               |
| 12                         | 77  | Valtteri Bottas  | Alfa Romeo-Ferrari    | 1:41.396           | 1:44.232           |                    | 12               |
| 13                         | 22  | Júki Cunoda      | AlphaTauri-RBPT       | 1:41.893           | 1:44.311           |                    | 13               |
| 14                         | 3   | Daniel Ricciardo | McLaren-Mercedes      | 1:41.933           | 1:44.355           |                    | 14               |
| 15                         | 31  | Esteban Ocon     | Alpine-Renault        | 1:41.730           | 1:45.190           |                    | 15               |
| 16                         | 23  | Alexander Albon  | Williams-Mercedes     | 1:42.078           |                    |                    | 16               |
| 17                         | 20  | Kevin Magnussen  | Haas-Ferrari          | 1:42.159           |                    |                    | 17               |
| 18                         | 5   | Sebastian Vettel | Aston Martin-Mercedes | 1:42.666           |                    |                    | 18               |
| 19                         | 47  | Mick Schumacher  | Haas-Ferrari          | 1:42.708           |                    |                    | 19               |
| 20                         | 18  | Lance Stroll     | Aston Martin-Mercedes | 1:43.430           |                    |                    | 20               |
| 107% času vítěze: 1:46.068 |     |                  |                       |                    |                    |                    |                  |
| Zdroj:                     |     |                  |                       |                    |                    |                    |                  |

## Závod
| Poř.                                                               | No. | Jezdec           | Konstruktér           | Počet kol | Čas/Odstoupení   | Pořadí na startu | Body |
| ------------------------------------------------------------------ | --- | ---------------- | --------------------- | --------- | ---------------- | ---------------- | ---- |
| 1                                                                  | 55  | Carlos Sainz Jr. | Ferrari               | 52        | 2:17:50.311      | 1                | 25   |
| 2                                                                  | 11  | Sergio Pérez     | Red Bull Racing-RBPT  | 52        | +3.779           | 4                | 18   |
| 3                                                                  | 44  | Lewis Hamilton   | Mercedes              | 52        | +6.225           | 5                | 161  |
| 4                                                                  | 16  | Charles Leclerc  | Ferrari               | 52        | +8.546           | 3                | 12   |
| 5                                                                  | 14  | Fernando Alonso  | Alpine-Renault        | 52        | +9.571           | 7                | 10   |
| 6                                                                  | 4   | Lando Norris     | McLaren-Mercedes      | 52        | +11.943          | 6                | 8    |
| 7                                                                  | 1   | Max Verstappen   | Red Bull Racing-RBPT  | 52        | +18.777          | 2                | 6    |
| 8                                                                  | 47  | Mick Schumacher  | Haas-Ferrari          | 52        | +18.995          | 19               | 4    |
| 9                                                                  | 5   | Sebastian Vettel | Aston Martin-Mercedes | 52        | +22.356          | 18               | 2    |
| 10                                                                 | 20  | Kevin Magnussen  | Haas-Ferrari          | 52        | +24.590          | 17               | 1    |
| 11                                                                 | 18  | Lance Stroll     | Aston Martin-Mercedes | 52        | +26.147          | 20               |      |
| 12                                                                 | 6   | Nicholas Latifi  | Williams-Mercedes     | 52        | +32.511          | 10               |      |
| 13                                                                 | 3   | Daniel Ricciardo | McLaren-Mercedes      | 52        | +32.817          | 14               |      |
| 14                                                                 | 22  | Júki Cunoda      | AlphaTauri-RBPT       | 52        | +40.910          | 13               |      |
| Ret                                                                | 31  | Esteban Ocon     | Alpine-Renault        | 37        | Fuel pump        | 15               |      |
| Ret                                                                | 10  | Pierre Gasly     | AlphaTauri-RBPT       | 26        | Collision damage | 11               |      |
| Ret                                                                | 77  | Valtteri Bottas  | Alfa Romeo-Ferrari    | 20        | Gearbox          | 12               |      |
| Ret                                                                | 63  | George Russell   | Mercedes              | 0         | Collision        | 8                |      |
| Ret                                                                | 24  | Čou Kuan-jü      | Alfa Romeo-Ferrari    | 0         | Collision        | 9                |      |
| Ret                                                                | 23  | Alexander Albon  | Williams-Mercedes     | 0         | Collision        | 16               |      |
| Nejrychlejší kolo: Lewis Hamilton (Mercedes) – 1:30.510 (52. kolo) |     |                  |                       |           |                  |                  |      |
| Zdroj:                                                             |     |                  |                       |           |                  |                  |      |

Poznámky
- ^1 – Včetně bodu navíc za nejrychlejší kolo.

## Průběžné pořadí po závodě
Pohár jezdců
|        | Pořadí | Jezdec           | Body |
| ------ | ------ | ---------------- | ---- |
|        | 1      | Max Verstappen   | 181  |
|        | 2      | Sergio Pérez     | 147  |
|        | 3      | Charles Leclerc  | 138  |
| 1      | 4      | Carlos Sainz Jr. | 127  |
| 1      | 5      | George Russell   | 111  |
| Zdroj: |        |                  |      |

Pohár konstruktérů
|        | Pořadí | Konstruktér          | Body |
| ------ | ------ | -------------------- | ---- |
|        | 1      | Red Bull Racing-RBPT | 328  |
|        | 2      | Ferrari              | 265  |
|        | 3      | Mercedes             | 204  |
|        | 4      | McLaren-Mercedes     | 73   |
|        | 5      | Alpine-Renault       | 67   |
| Zdroj: |        |                      |      |